# 孙丹林

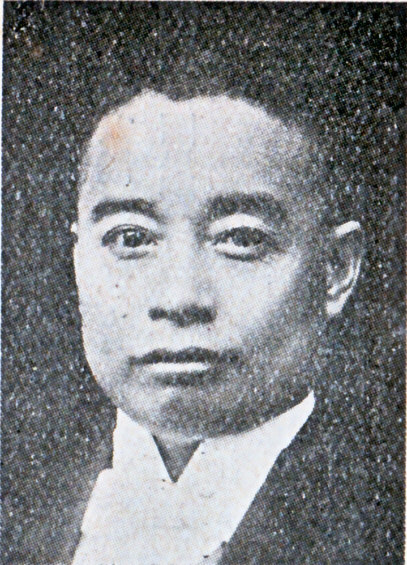
孙丹林

孙丹林（1886年—1971年），字翰丞，中国山东省登州府蓬莱县人，中华民国政治人物。

## 生平
孙丹林1904年考入山东高等学堂，次年在徐镜心的介绍下加入同盟会。1912年1月11日，孙率领革命军从大连出发，渡海攻占蓬莱，建立登州都督府，被推舉為秘書長兼總参謀，响应辛亥革命。此後他曾歷任高苑縣知縣、直魯巡閲使署秘書長等職。
1919年，孙南下投入吴佩孚麾下，在其主张下，吴佩孚通电全国支持五四运动。1922年6月，孙出任北洋政府内务次长，7月代理内務總長，9月署理内務總長，曾出面保护李大钊。此後他還曾任督辦鄭州商埠事宜。1923年，孙因母丧去职，其后居留于上海，一度出任兴业银行总经理。1937年抗日戰爭爆發后，他曾任国民政府外交部特派員，負責和日本交涉。1943年，孙因不愿与日本占领当局合作，离开上海前往重庆，被任命为国民政府顾问。
1949年后，孙被中华人民共和国政府任命为中央文史研究馆馆员，1971年病逝。